# Vrgorac
Vrgorac je město v Chorvatsku ve Splitsko-dalmatské župě. V roce 2011 žilo ve městě a přiléhajících vesnicích 6 572 obyvatel.
Kromě střediska Vrgorace zahrnuje opčina i vesnice Banja, Dragljane, Draževitići, Duge Njive, Dusina, Kljenak, Kokorići, Kotezi, Kozica, Mijaca, Orah, Podprolog, Poljica Kozička, Prapatnice, Rašćane, Ravča, Stilja, Umčani, Veliki Prolog, Vina, Višnjica, Vlaka a Zavojane.

## Partnerská města
- Vsetín, Česko (2008)